# پوچ-رچ
پوچ-رچ (به اسپانیایی: Puig-reig) یک شهرستان در اسپانیا است که در استان بارسلون واقع شده‌است.

## خصوصیات
پوچ-رچ ۴۵٫۷۵ کیلومترمربع مساحت و ۴٬۴۰۳ نفر جمعیت دارد و ۴۵۵ متر بالاتر از سطح دریا واقع شده‌است.